# چل نیلسون (بازیگر)
چل نیلسون (انگلیسی: Kjell Nilsson؛ زادهٔ ۱۹ دسامبر ۱۹۴۹)وزنه‌بردار کلاس المپیک و بازیگر اهل سوئد است. شناخته‌شده‌ترین نقش او در سال ۱۹۸۱ و بازی در نقش «هیومانگس»، رهبر باند راهزنان بیابانی در فیلم مکس دیوانه ۲ است.

## زندگی و حرفه
نیلسون که وزنه‌بردار سطح المپیک بود، در یوتبری، سوئد به دنیا آمد. او در سال ۱۹۸۰ به استرالیا رفت تا ورزشکاران سوئدی را برای المپیک تابستانی ۱۹۸۰ آموزش دهد. در استرالیا با بازیگر استرالیایی، کیت فرگوسن، آشنا شد و این دو در سوئد ازدواج کردند. کیت او را متقاعد کرد به استرالیا بازگردد و به دنبال شغلی در سینمای استرالیا بگردد.
در فیلم اکشن آخرالزمانی و علمی-تخیلی مکس دیوانه ۲ (۱۹۸۱) – که با نام Mad Max: The Road Warrior نیز شناخته می‌شود – نیلسون نقش شخصیت منفی اصلی «هیومانگس» را بازی کرد؛ رهبر گروهی از راهزنان که مجتمع سکونتی ساکنان را در بیابان‌های استرالیا محاصره نظامی می‌کنند. او گروهی آشفته از موتورسواران وحشی را هدایت می‌کند و در حالی‌که از جنگ روانی بهره می‌گیرد، با سخنرانی‌های خود ساکنان را به تسلیم شدن ترغیب می‌کند. ریچارد کورلیس از مجلهٔ تایم دربارهٔ بازی نیلسون نوشت: «شرارت در عضلات سینه‌ای عظیم او جاری است و زیر پوست بخیه‌خورده و طاس سرش قابل مشاهده می‌تپد».
یک سال بعد، او در فیلم موزیکال و کمدی The Pirate Movie (۱۹۸۲) به کارگردانی کن آناکین و با بازی کریستوفر اتکینز و کریستی مک‌نیکول نقش‌آفرینی کرد. در سال ۱۹۸۴ در فیلم تلویزیونی Man of Letters ایفای نقش کرد و در سال ۱۹۸۷ نیز در فیلم The Edge of Power در نقش یک پرستار ظاهر شد.

## فیلم‌شناسی
- مکس دیوانه ۲ (۱۹۸۱) – هیومانگس
- The Pirate Movie (۱۹۸۲) – دزد دریایی
- The Edge of Power (۱۹۸۷) – یورما